# Folke Anger
Folke Samuel Jonatan Anger, född Bengtsson 12 januari 1906 i Angereds församling i Älvsborgs län, död 15 juni 1966 i Katrineholm, var en svensk industriman.
Anger var 1928–1930 officer vid Älvsborgs regemente, från 1931 i reserven, där han 1941 blev kapten. Efter affärs- och språkutbildning i Tyskland, Storbritannien och Frankrike var han 1933–1936 anställd vid Osram-Elektraverken och blev 1937 försäljningschef där. Samma år blev han VD för Gropptorps Marmor AB. Från 1944 var Anger ordförande i Sveriges stenindustriförbund.
Anger var bror till David Anger och far till Staffan Anger. Folke Anger är begravd på Skogskyrkogården i Stockholm.